# Eoconfuciusornis
Eoconfuciusornis è un genere estinto di uccello confuciusornitide vissuto nel Cretaceo inferiore, circa 131 milioni di anni fa (Hauteriviano), in Cina. Il genere contiene una singola specie, ossia E. zhengi, nominata e descritta da Zhang Fucheng, Zhou Zhonghe e Michael Benton, nel 2008. Il nome generico, Eoconfuciusornis, combina la parola greca ἠώς/eos ossia "alba", con il nome del genere correlato Confuciusornis. Il nome specifico, zhengi, onora invece Zheng Guangmei.
L'olotipo, l'esemplare IVPP V11977, è stato ritrovato nei pressi di Sichakou in Fengning, nella Provincia di Hebei. La sua provenienza, i letti Sichakou, fanno parte della Formazione Dabeigou, che i suoi descrittori datano all'Hauteriviano, circa 131 milioni di anni. L'esemplare è costituito da uno scheletro compresso, relativamente completo e che mostra resti ben conservati della maggior parte del piumaggio.
Eoconfuciusornis era un po' più piccolo di Confuciusornis, ma per il resto era molto simile a quest'ultimo, con un becco senza denti e appuntito, rendendolo uno dei più antichi uccelli dal becco sdentato. Rispetto a quest'ultimo aveva gambe più lunghe, e mancava di una cresta deltopettorale traforata sull'omero.
Eoconfuciusornis è stato assegnato alla famiglia Confuciusornithidae. Si tratta della specie più basale conosciuta di questo gruppo, come si evince dal nome generico e in conformazione all'età ad essa attribuita, circa 6 milioni di anni più antica degli esemplari più antichi di Confuciusornis.